# Howard Lyman
Howard F. Lyman (Great Falls, Montana, 17 de septiembre de 1938) es un labrador estadounidense y activista por los derechos animales conocido por promover la nutrición vegana y la agricultura orgánica. En 1997 se le otorgó el Premio al Valor de la Conciencia de la Abadía de la Paz por su liderazgo en el movimiento de los derechos animales.

## Biografía
Lyman se crio como ganadero de cuarta generación en una granja que producía productos lácteos y cárnicos. Asistió a la Universidad Estatal de Montana y se graduó con una licenciatura en agricultura general en 1961. Tras su graduación, pasó dos años en el ejército de los Estados Unidos antes de volver a trabajar en la granja.
De 1963 a 1983 se dedicó activamente a la producción de animales y cereales. Las áreas en las que estuvo involucrado fueron la producción de leche, de carne de cerdo, de pollos, de ganado de pradera, de carne de ternera, de grano, de ensilado y de heno.
En 1979, a Lyman le diagnosticaron un tumor en la columna vertebral. Ante la perspectiva de una parálisis, se comprometió a volver a la agricultura no química si superaba el cáncer. Sobrevivió a una operación para extirpar el tumor y se dispuso a transformar sus tierras en una granja ecológica. Después se convirtió en representante de un grupo de presión y se trasladó a Washington D. C.
Hacia 1990, al enfrentarse de nuevo a problemas de salud, se hizo vegetariano y comprobó que su salud mejoraba. En 1989, Lyman empezó a investigar la enfermedad de las vacas locas, que empezaba a ser un problema en el Reino Unido. Finalmente se hizo vegano.

### Aparición en el programa de Oprah Winfrey
En abril de 1996, Lyman llamó la atención nacional durante una aparición en el programa de Oprah Winfrey. Los comentarios de Lyman en el programa hicieron que Winfrey renunciara a las hamburguesas. La National Cattlemen's Beef Association demandó a Lyman y a Winfrey. Ambos fueron declarados inocentes en 1998.

## Publicaciones
Es coautor del libro "Mad Cowboy" (1998) y coautor de "No More Bull" (2005) y llegó a ser presidente de EarthSave. 
Lyman escribió el prólogo del libro de Erik Marcus Vegan: Las nuevas éticas de la alimentación (1998), y el primer libro de cocina de pizzas veganas: La pizza saludable para el corazón de Mark Sutton.
Lyman también aparece en el documental McLibel, de Franny Armstrong, de 2005, en el documental Meat The Truth, de Marianne Thieme, de 2007, y en el documental Cowspiracy, de Kip Andersen y Keegan Kuhn, de 2014.

## Reconocimiento
Lyman recibió el premio Peace Abbey Courage of Conscience Award en Sherborn (Massachusetts) en 1997 por su liderazgo en el movimiento por los derechos de los animales. Su historia apareció en el documental de 2009 de Tribe of Heart, Peaceable Kingdom: The Journey Home. También apareció en el documental de 2011 Vegucated.

## Honores y premios
- 1996: Elegido presidente de la Unión Vegetariana Internacional (hasta 1999)[3]
- 1997: Premio al Valor de Conciencia de la Abadía de la Paz en Sherborn, MA, el 12 de abril de 1997
- 2002: Salón de la Fama Vegetariana, el 3 de agosto de 2002, en el festival anual de verano vegetariano de la Sociedad Vegetariana Norteamericana en Johnstown, Pennsylvania[4]